# Lycée Louis-le-Grand
Louis-le-Grand ist der Name einer renommierten Eliteschule im Quartier Latin in Paris (123 rue Saint-Jacques, 5. Arrondissement), die ein  Lycée sowie vorbereitende Klassen für die Aufnahmeprüfungen der Grandes Écoles umfasst.

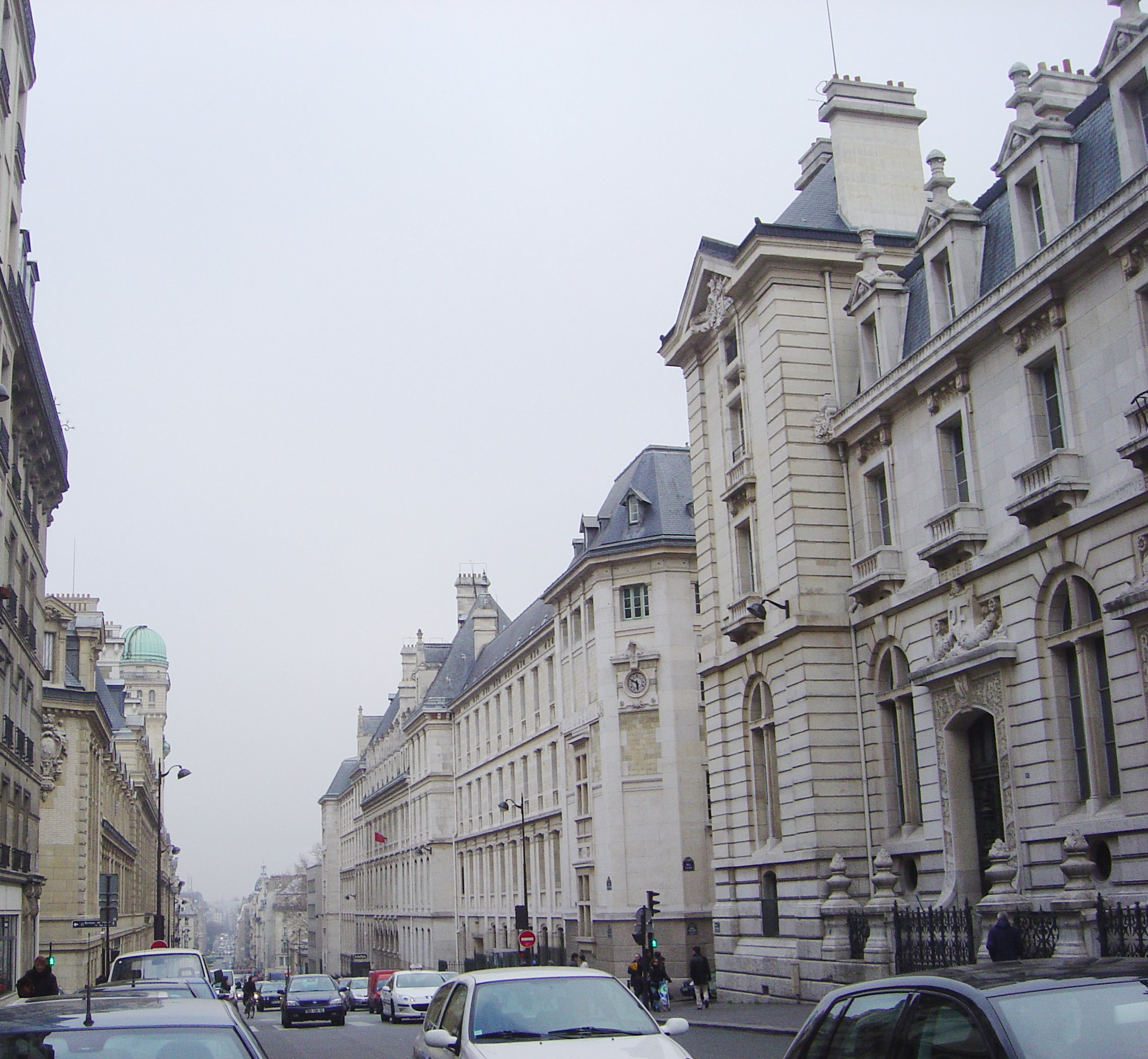
Rechts im Zentrum das Lycée Louis-le-Grand, davor die Rechtsfakultät, links die Sorbonne

Die traditionsreiche Schule ging aus dem 1564 von den Jesuiten als Stipendiatenheim gegründeten Collège de Clermont hervor und war früher auch als Jesuitenkolleg von Paris bekannt. Sie war von 1595 bis 1618 und im Jahr 1762 vorübergehend geschlossen und wurde mehrmals umbenannt.

## Name

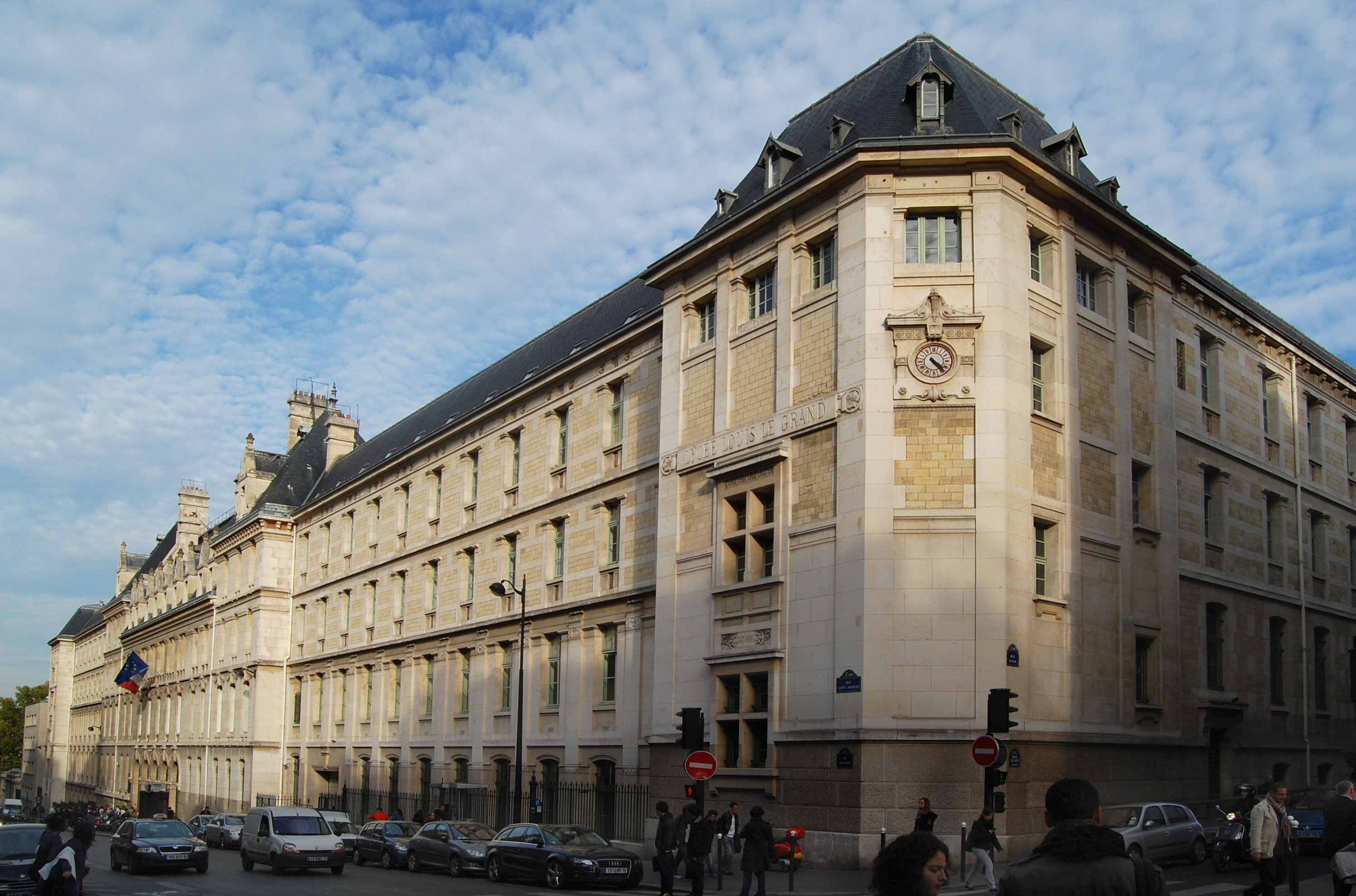
Lycée Louis-le-Grand, Ansicht von der rue St Jacques

Das ursprüngliche Collège leitete seinen Namen Collège de Clermont von Guillaume Duprat († 23. Oktober 1560), Bischof von Clermont ab, dessen Stiftungen den Jesuiten die Gründung dieser Einrichtung ermöglichten, die später wie folgt bezeichnet wurde:
- Collège Louis-le-Grand (1674) aus Ehrerbietung und Dank für einen Besuch, den König Ludwig XIV. der Schule abstattete,
- Collège de l’Egalité (1792) und Collège Prytanée (1794) während der französischen Revolution,
- Collège de Paris (1800) unter dem Konsulat,
- Lycée Impérial (1805–1815) in der Zeit des Ersten Kaiserreiches,
- Collège royal de Louis-le-Grand (1815) während der Restauration der Bourbonenherrschaft,
- Lycée Descartes (1848).

Ihren heutigen Namen trägt die Schule seit 1849.

## Geschichte

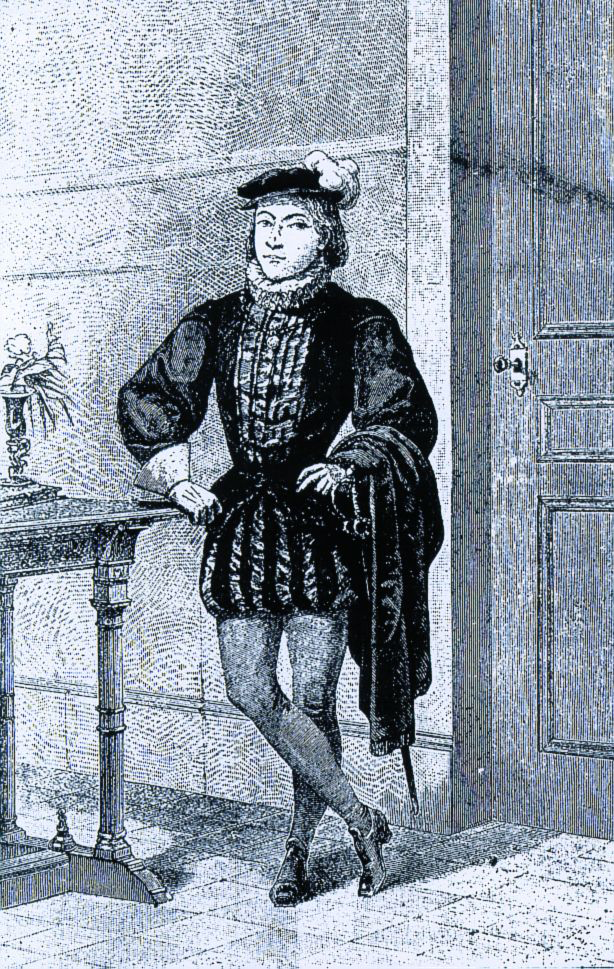
Ein bekannter Zögling des Collège de Clermont: Franz von Sales im Alter von 12 Jahren in Paris

Bereits 1540 hatten die Jesuiten ein Collège gegründet, ließen ihre Zöglinge – in Ermangelung eines eigenen Hauses – aber vom Collège du Trésorier, bzw. ab 1542 vom Collège des Lombard beherbergen, bis Guillaume Duprat ihnen 1550 ein Haus (rue de la Harpe) übereignete und 1560 per Testament eine Summe zukommen ließ, welche ihnen 1562 den Erwerb der geräumigen früheren Residenz der Bischöfe von Langres in der rue Saint-Jacques gestattete. Dort eröffneten sie  1564 das eigentliche Collège de Clermont, zu dessen Kapellenbau 1582 der König Heinrich III. den Grundstein legte.
Der Mordanschlag, den der ehemalige Schüler Jean Châtel (1575–1594) am 27. Dezember 1594 auf König Heinrich IV. verübte, gab Anlass zu der vorübergehenden Vertreibung der Jesuiten aus Frankreich und der Schließung des Collège de Clermont von 1595 bis 1618. In diesem Jahr kehrten die Ordensbrüder zurück, nahmen den Unterricht wieder auf und beauftragten 1628 den Neubau ihrer Schule, in welche sie später die benachbarten Gebäude des Collège de Marmoutierss (1641) und des Collège du Mans (1682) integrierten.
Infolge einer erneuten Vertreibung der Jesuiten 1762 abermals geschlossen, übernahm die Schule, die 1763 unter einen Verwaltungsrat gestellt wurde, dem der Erzbischof von Reims vorstand, in dem letztgenannten Jahr sämtliche Stipendiaten der 26 geschlossenen sogenannten petits collèges auf.
Dem von 1820 bis 1822 renovierten Schulkomplex wurden 1822 die angrenzenden früheren Gebäude des Collège des Cholets angegliedert. Ein Teil der alten Gemäuer wurde in den Jahren von 1885 bis 1893 von dem Architekten Charles Lecoeur durch einen Neubau ersetzt. Die Fassade der Hofseite steht unter Denkmalschutz.

## Das Lycée heute
Das Secondaire des Lycée, entsprechend der deutschen Gymnasialklassen 10 bis 12, besuchen zurzeit (2007) rund 850 Schüler, die Classes préparatoires, die die Aufnahme in die Grandes Écoles vorbereiten, rund 950, davon 15 % den Wirtschaftszweig, 60 % den naturwissenschaftlichen und 25 % den literarischen Zweig. Das Lycée ist für seine hohe Erfolgsquote bei den Grandes Écoles bekannt. Etwa ein Zehntel der Schüler sind Ausländer aus rund 40 Ländern (speziell im Bereich Secondaire Européenne). Die Schule steht jedem offen und ist kostenlos. Es gibt aber ein strenges Auswahlverfahren. Der Schule ist ein Internat mit 339 Plätzen (Jungen und Mädchen) für Schüler angeschlossen, die in den Classes Préparatoires sind. Die Schüler werden als magnoludoviciens bezeichnet. Seit 1995 liefen umfangreiche Renovierungsarbeiten.
Zurzeit (2016) wird es von Jean Bastianelli, dem ehemaligen Leiter der französischen Schule (Lycée français de Vienne) in Wien und des Lycée Pierre-de-Fermat in Toulouse, geleitet.

## Bekannte Schüler und Lehrer

### Schüler

#### Schriftsteller und Philosophen
| - Alain-Fournier - Jean-Henri Azéma - Alain Badiou - Charles Baudelaire - Joseph Bédier - Louis Abel Beffroy de Reigny - Alain de Benoist - Ferdinand Brunetière - Pierre Bourdieu - Paul Bourget - Flavia Bujor - Eugène Burnouf - Michel Butor - Cyrano de Bergerac | - Marcel Bénabou - René Castel - Aimé Césaire - Paul Claudel - René Clair - Prosper Jolyot Crébillon - Alfred Auguste Cuvillier-Fleury - Léon Daudet - Régis Debray - Nicolas Félix Deltour - Jacques Derrida - Denis Diderot - Maurice Druon - Émile Durkheim | - Charles Simon Favart - Théophile Gautier - Jean Baptiste Louis de Gresset - Jean Guéhenno - Jean Guitton - Louis Hachette - Claude Hagège - Jean-Barthélemy Hauréau - Ernest Hello - Victor Hugo - Paul Janet - Jules Janin - Joseph Kessel - Valery Larbaud | - Bernard-Henri Lévy - André Lichtenberger - Émile Littré - Robert Merle - Maurice Merleau-Ponty - Molière - Charles Péguy - Bertrand Poirot-Delpech - Romain Rolland - Marquis de Sade - Jean-Paul Sartre - Voltaire |

#### Maler und Bildhauer

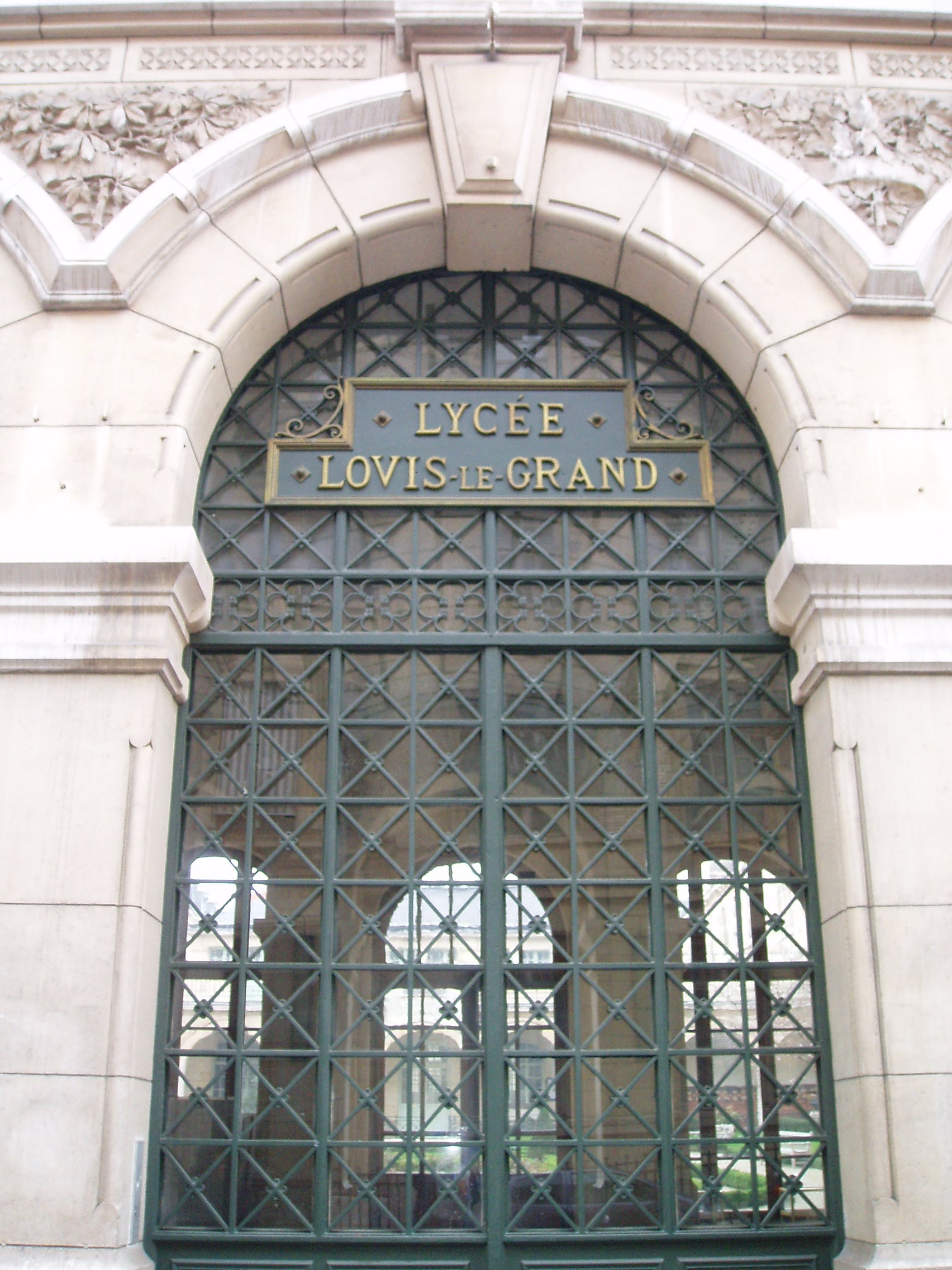
Eingang

- Frédéric-Auguste Bartholdi
- Pierre Bonnard
- Edgar Degas
- Eugène Delacroix
- Marcellin Desboutin
- Théodore Géricault
- Georges Méliès
- Claude René Gabriel Poulleau
- Jacques Rigaut

#### Wissenschaftler
| - Boubakar Ba - Henri Becquerel - Jean-Baptiste Biot - Jean Bernard - Michel Chasles - Alfred Croiset - Louis-Marie Stanislas Fréron - Évariste Galois - Jacques Hadamard - Claude Hagège - Félix Hubert d’Hérelle - Charles Hermite | - Gabriel Lamé - Laurent Lafforgue - Vincent Lafforgue - Louis Massignon - Louis Leprince-Ringuet - Urbain Le Verrier - Pierre-Louis Lions - Arthur Morin - Paul Painlevé - Henri Poincaré - Marie-Antoinette Tonnelat - Jean-Christophe Yoccoz |

#### Politiker
| - Karine Berger - Robert Brasillach - Thierry Breton - Auguste Burdeau - Jacques Chirac - Aimé Césaire - Pierre Cot - Michel Debré - Régis Debray - Paul Deschanel - Camille Desmoulins - Édouard Drouyn de Lhuys | - Laurent Fabius - Étienne-François de Choiseul - Michel Gaudin - Valéry Giscard d’Estaing - Jean Jaurès - Alain Juppé - Pierre Mendès France - Pierre Messmer - Milan I. (Serbien) - Alexandre Millerand - Nikola (Montenegro) - Maurice Papon | - Edgard Pisani - Alain Poher - Raymond Poincaré - Georges Pompidou - Maximilien de Robespierre - Augustin Robespierre - Michel Rocard - Léopold Sédar Senghor - Jean Tiberi - Anne Robert Jacques Turgot, baron de l’Aulne - Abel-François Villemain - Maxime Weygand |

#### Andere
| - André Citroën, Automobilkonstrukteur - Claude de la Colombière, Jesuit - Raoul Diagne, Fußballnationalspieler - Louis-Marie Stanislas Fréron, Politiker - Louis Fronsac, Notar am Grand Châtelet - Casimir Gaillardin, Historiker - Jules Girard, Literaturhistoriker | - Kardinal Retz, Politiker, Memoirenschreiber - Jacques Isorni, Rechtsanwalt - Robert Judet, Orthopädischer Chirurg - Marquis de Lafayette, General und Politiker - André Michelin, Industrieller - Franz von Sales, Ordensgründer, Mystiker (Schüler 1578 bis 1588) - Antoine Vitez, Schauspieler und Theaterdirektor |

### Lehrer
Lehrer am LLG waren u. a.:
| - Henri Abraham - Michel Alexandre - Ferdinand Alquié - Jules Barni - Amédée Beaujean - André Bellessort - Denis Bérardier - Casimir Bonjour - Émile Borel - Jean-Claude Bouquet | - Hubert Bourgin - Auguste Burdeau - René Castel - Bernard Chambaz - Marc-Antoine Charpentier - Charles-Louis Clérisseau - Jean-Philibert Damiron - Xavier Darcos - Constant Dubos - Louis Gallouédec | - Auguste Geffroy, Historiker - Marcel-Jules-Marie Guéhenno (Jean Guéhenno) - Charles Antoine Gidel (Rektor ab 1878) - Jean Gaston Darboux - Eugène Despois - Léon Feugère - André Lagarde - Louis Lavelle - Henri Léon Lebesgue - Michel Le Tellier | - Lucien Poincaré - Chrétien-Siméon Le Prévost d'Iray - Hippolyte Rigault - Raoul Rochette - Adolphe Roehn - Romain Rolland - Eugène Rosseeuw Saint-Hilaire - Paul Tuffrau |